# Prepona proschion
Prepona proschion är en fjärilsart som beskrevs av Hans Fruhstorfer 1904. Prepona proschion ingår i släktet Prepona och familjen praktfjärilar. Inga underarter finns listade i Catalogue of Life.